# Озёра Уфы

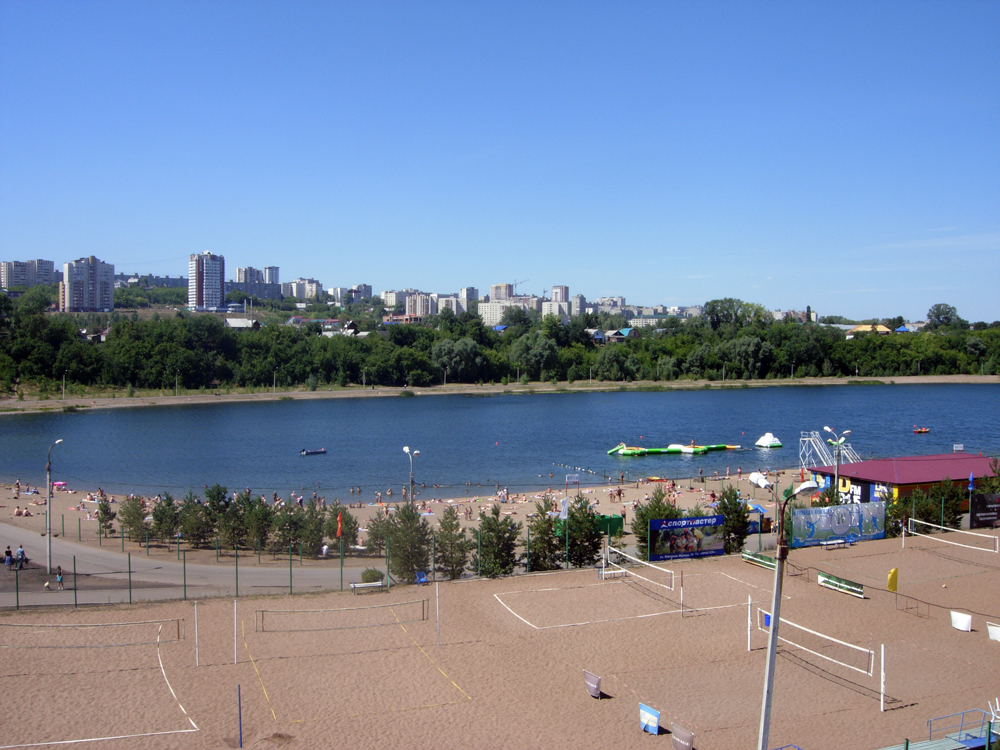
Озеро Кашкадан

Солдатское озеро

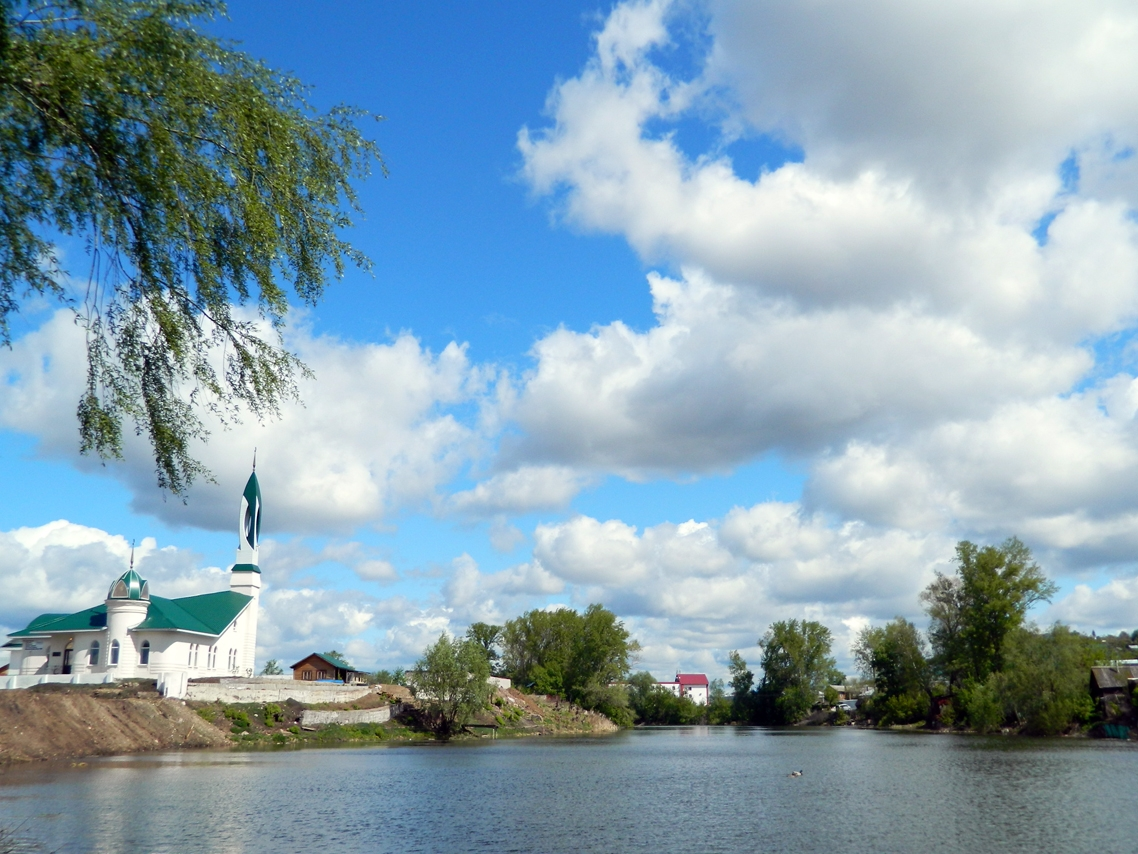
Озеро Долгое в Нижегородке

Уфимские озёра находятся в черте города Уфы, Башкортостан.
Уфимские озёра имеют карстовое происхождение (представляют собой заполненные водой воронки и котловины), либо являются старицами рек Белой, Уфы, Дёмы (находятся в поймах и вытянутые по форме). Их размеры различны — от небольших озёр-блюдец до крупных водоёмов. Часть озёр заросла и перестала существовать, некоторые озёра были засыпаны, на месте других появились карьерные пруды. Озёра Кашкадан и Солдатское очищены от грязи, ухожены и являются достопримечательностями города.
Большинство озёр носят не исторические башкирские названия а наоборот, несмотря на статус столицы республики, преобладают русские названия озёр: Михайловское, Архимандристкое, Максимовское и т.д. (которые они получили позднее). В Челябинске же преобладают башкирские названия озёр с учётом переименований.

## Озеро Алёшино
Исчезнувшее озеро-старица реки Уфы, находившееся в её левобережной пойме рядом с озёрами Чёрное и Тёплое. На его месте сейчас находится карьерный пруд, в котором добывали песок для отсыпки микрорайона Сипайлово.

## Озеро Большое Мелкое
Озеро-старица реки Уфы, находится в её левобережной пойме рядом с озёрами Малое Мелкое, Долгое и Кудельное, неподалёку от урочища Курковское Поле. В половодье соединяется с озером Малое Мелкое.

## Озеро Большое Подрезное
Озеро-старица реки Уфы, находится в её левобережной пойме рядом с озёрами Малое Подрезное и Долгое, в 1 км от деревни Дудкино.

## Озеро Брызгалово
Озеро-старица реки Уфы, находится в её левобережной пойме, в 1 км от железнодорожной станции Шакша. Южная его часть заболочена и пересыхает.
Является устьем реки Шакши.

## Озеро Волчок
Название озера произносится с ударением на первую гласную букву. Также встречается название Волчек.
Озеро находится в Калининском районе города Уфы, неподалёку от Уфимского мясоконсервного комбината и железнодорожной станции «Спортивная». Имеет овальную форму, диаметр зеркала около 260 метров. Озеро по происхождению карстовое, и возможно, что имеет подземный сток в сторону реки Уфы. Озеро имеет среднюю глубину около 3 метров, омуты до 8 метров. В озере есть карстовый разлом, глубина которого достигает 27-29 метров. Дно озера заиливается периодически.
Раньше озеро было проточным. В него стекали ручьи из Черниковки, однако потом они были зарыты. Также из озера вытекал один ручей, который попадал в речку в пойме реки Уфы.
Летом температура воды озера остаётся постоянной и находится в пределах плюс 4-10 °C.
В озере водится много рыбы. Сейчас берега поросли густыми ивами, кустарником, осокой.
Так как озеро Волчок находится в промышленной зоне Черниковки, то оно является своеобразным оазисом, островком живой природы в этом месте. Однако при этом, на берег и в само озеро сбрасывался и сбрасывается до сих пор различный бытовой и строительный мусор. Тем не менее озеро периодически очищается.

## Озеро Вотикеевское (Куртляш)
Озеро-старица реки Уфы, находится в её правобережной пойме в 1,5 км от села Вотикеево, рядом с урочищем Опошная Гора.

## Озеро Второе
Озеро-старица реки Уфы, находится в её левобережной пойме рядом с деревней Елкибаево.
Через озеро протекает ручей Второй.

## Озеро Глубокое (Новая Старица)
Озеро-старица реки Уфы, находится в её левобережной пойме рядом с озёрами Мелкое и Старая Старица (Резяповское).
Также встречается название Старица.

## Озеро Грязное
Есть два озера с таким названием.
Одно озеро находится на западе Уфы между посёлком Алексеевка и деревней Суровка. Упоминается уже с XVII века.
Другое озеро-старица реки Уфы, находится в её левобережной пойме, рядом с Лесничеством Уфимским. Также встречается название Долгое. Практически полностью пересыхает.

## Озеро Долгое
Есть четыре озера с таким названием.
Одно озеро-старица реки Белой, находится в её правобережной пойме в Ленинском районе Уфы. Называется также Нижегородским. Раньше называлось также Песчаным. Является самым большим доступным водоёмом в городской черте, протянувшись почти на 2 км, и местом отдыха жителей Нижегородки, которые называют его также болотом. Сильно загрязнено твёрдыми бытовыми отходами, периодически очищается.
Другое озеро Долгое находится в левобережной пойме реки Уфы в 1,2 км от деревни Дудкино, и является её бывшей старицей, соединяется с ней во время паводков. Имеет вытянутую форму длиной около 8 км. В нём водится рыба.
Остальные два находятся в пойме реки Белой.

## Озеро Иваново
Дуговое пойменное озеро. Находится в 5 км к северу от железнодорожной станции «Шакша» за деревней Князево на левом берегу реки Уфы.

## Озеро Казачье
Пойменное озеро в восточной части Затона около улицы Камышлинская. Имеет глубину не более 2 м. В нём водится рыба, попадающая в него во время паводка из реки Белой. Также встречается название озеро Долгое.

## Озеро Казённое
Озеро-старица реки Уфы, находится в её левобережной пойме, рядом с деревней Базилевкой и озером Мелким. Южная его часть заболочена и пересыхает.
Является устьем реки Юрмашки.

## Озеро Княжичино
Озеро-старица реки Уфы, находится в её левобережной пойме, рядом с деревней Жилино и озёрами Лебяжье, Круглое, Резное и Грязное. Заболочено.

## Озеро Конопляное
Озеро-старица реки Белой, находится в её левобережной пойме в посёлке Тихая Слобода.

## Озеро Круглое
Есть два озера с таким названием.
Одно озеро находится в левобережной пойме реки Уфы, в 1,2 км от озера Онучино, и в 1 км от деревни Карпово, рядом с озером Лебяжьим.
Другое озеро-старица реки Белой, находится в её правобережной пойме рядом с озером Круглым, в 1 км от деревни Нагаево.

## Озеро Кудельное
Озеро-старица реки Уфы, находится в её левобережной пойме рядом с озёрами Малое Мелкое, Долгое, Кудельное и Мочальное, в 2 км от урочища Курковское Поле, и в 1,2 км от деревни Елкибаево. Зарастает камышом, осокой и травой. Название, возможно, получило за внешнее сходство с куделью из-за зарослей.
Является устьем ручья Второго.

## Озеро Кустарёвское
Называется по деревне Кустарёвка вдоль западного берега озера. Представляет собой узкий водоём длиной около 4 км в Дёмском районе Уфы, располагается вдоль улицы Демьяна Бедного. На восточном берегу озера располагается микрорайон «Яркий» и Кустарёвская набержная. Является старицей реки Дёмы. Глубина 2-2,5 м.
Озеро пригодно для купания, в нём водится рыба (ёрш, плотва). Раньше здесь даже проводились соревнования по плаванию. Загрязняется стоками с располагающейся рядом железнодорожной станции.

## Озеро Лавочное
Озеро-старица реки Белой, находится в её левобережной пойме в селе Лавочное.

## Озеро Лебяжье
Есть три озера с таким названием
Одно озеро карстового происхождения, находится в левобережной пойме реки Белой в 1 км от села Алексеевки. Упоминается уже с XVII в.
Другое находится в деревне Жилино. Заболочено.
Ещё одно находится в левобережной пойме реки Уфы, в 1 км от озера Онучино, рядом с Кордоном № 3 и озером Круглым.

## Озеро Леневое
Озеро находится на пути в аэропорт «Уфа» в 2 км от совхоза «Цветы Башкирии». Ранее в озеро водилась рыба линь («лень» на уфимском выговоре), по которой озеро и получило название.

## Лихачёвская излучина
Излучина реки Уфы, находится в её правобережной пойме в Октябрьском районе Уфы. Связана с рекой Уфой узкой протокой, через которую построен автомобильный мост. Треть территории излучины сейчас засыпана: проложена улица Жукова и построен гипермаркет. Прежнее название — Лихачёвская прорва. Народное название — «Пьяное озеро» — из-за близлежащего пивного завода, который ранее использовал отсюда воду и сливал сюда же отходы производства. Также воду для производства использовал Уфимский фанерный комбинат
Названа по имени коллежского асессора Андрея Фёдоровича Лихачёва, который в 1723 году купил в здешних местах деревню (данные краеведа Г. Ф. Гудкова).

## Озеро Лопуховое
Озеро находится в бывшей Золотухинской слободе в районе перекрёстка улиц Пугачёва и Армавирской. Озеру в советское время пытались присвоить название «Комиссарское», однако оно не прижилось.

## Озеро Максимовка
Озеро-старица реки Уфы, находится в её правобережной пойме рядом с озером Максимовским, в 0,5 км от посёлка Максимовского.

## Озеро Максимовское
Озеро-старица реки Уфы располагается за посёлком Максимовка, от которого и получила своё название. Озеро имеет овальную вытянутую форму, небольшую глубину. Изобилует холодными ключами. Берега поросли ивами,камышом и осокой. В озере водится рыба.

## Озеро Малое Мелкое
Озеро-старица реки Уфы, находится в её левобережной пойме рядом с озёрами Большое Мелкое, Долгое и Кудельное, неподалёку от урочища Курковское Поле. В половодье соединяется с озером Большое Мелкое.

## Озеро Малое Подрезное
Озеро-старица реки Уфы, находится в её левобережной пойме рядом с озёрами Большое Подрезное и Долгое, в 600 м от деревни Дудкино. Заболочено и пересыхает.

## Озеро Малый Улукуль
Малый Улукуль — озеро в Кировском районе Уфы. Находится у деревни Атаевка, точнее в северной её части, у улицы Атаевская.

## Озеро Мелкое
Озеро-старица реки Уфы, находится в её левобережной пойме рядом с озёрами Казённым и Глубоким (Новой Старицей).
Также встречается название Мелкое Заливное.

## Озеро Мельничное
Располагается на северо-восточной окраине Уфы около железнодорожной станции «Правая Уфимка». Ранее было местом купания жителей Черниковки, однако в настоящее время озеро сильно загрязнено мусором и зацвело. Через озеро проведена насыпная дорога, которая делит его на две части, одна из которых превратилась в болото.
Озеро имеет сток в реку Шугуровку.

## Озеро Мочальное
Озеро-старица реки Уфы, находится в её левобережной пойме рядом с озёрами Долгое и Кудельное, в 2 км от деревни Елкибаево.
Через озеро протекает ручей Второй.

## Озеро Никольское
Пруд на реке Шугуровке, в селе Никольском. Построен во второй половине XIX века.

## Озеро Ниточка
Озеро-старица реки Белой, находится в её левобережной пойме в 1 км от села Алексеевка.

## Озеро Новое (Балван)
Озеро-старица реки Уфы, находится в её правобережной пойме рядом с озёрами Мельничное и Максимовское.

## Озеро Орехово
Озеро-старица реки Белой, находится в её левобережной пойме в 0,5 км от села Лавочного.

## Озеро Панское
Озеро-старица реки Белой, находится в её правобережной пойме рядом с озёрами Старица (Ляуданское) и Среднее, в 1 км от деревни Жилино.

## Озеро Подворное
Озеро-старица реки Уфы, находится в её левобережной пойме рядом с озером Долгим и Лесничеством Зауфимским.

## Озеро Сосновое
Заболоченное озеро, находится в её правобережной пойме реки Уфы в 1 км от села Вотикеево, в урочище Максимовское Болото.

## Озеро Сосновое (Ломоносовское)
Озеро-старица реки Белой, находится в её левобережной пойме в селе Алексеевка.

## Озеро Среднее
Озеро-старица реки Белой, находится в её правобережной пойме рядом с озёрами Старица (Ляуданское) и Панское, в 0,8 км от деревни Зинино.

## Озеро Старица (Ляуданское)
Озеро-старица реки Белой, находится в её правобережной пойме рядом с озером Панским, в 1 км от деревни Жилино.

## Озеро Тёплое
Озеро-старица реки Уфы, находится в её левобережной пойме рядом с озером Долгим и Лесничеством Зауфимским.

## Озеро Туба
Пойменное озеро на берегу реки Белой за Мелькомбинатом. Длинное дугообразное озеро, в котором водится рыба. Рядом находятся турбазы «Туба», «Авангард», «Черёмушки». Название получило от название поймы на говорах уральских казаков — «туба».

## Озеро Черниково
Озеро-старица реки Белой, находится в её левобережной пойме в 1,2 от посёлка 8-е Марта. Через озеро протекает речка Верхний Исток.

## Озеро Чёрное
Есть два озера с таким названием.
Одно озеро-старица реки Уфы, находится в её левобережной пойме рядом с озером Тёплым и карьерным прудом.
Другое озеро-старица реки Белой, находится в её правобережной пойме рядом с озёрами Среднее и Круглое, в 1 км от деревень Зинино и Нагаево.

## Озеро Широкое Грязное
Длинное озеро пойменного происхождения на левом берегу реки Уфы в районе Уфимского лесничества. На берегу растут ольха, липа, черёмуха. В озере водится рыба.